# Hallelujah in the snow
『Hallelujah in the snow』（ハレルヤ・イン・ザ・スノー）は、MOON CHILDの7枚目のシングル。

## 解説
- サッポロビール「サッポロ冬物語」CMソング
- 前作「アネモネ」から約1か月でリリース。アルバム「MY LITTLE RED BOOK」からの先行シングル。

## 収録曲
| 全作詞・作曲: 佐々木収、全編曲: Moon Child・浦清英。 |                                           |          |            |
| #                                                    | タイトル                                  | 作詞     | 作曲・編曲 |
| 1.                                                   | 「Hallelujah in the snow」                | 佐々木収 | 佐々木収   |
| 2.                                                   | 「冬の虫」                                | 佐々木収 | 佐々木収   |
| 3.                                                   | 「Hallelujah in the snow (Instrumental)」 | 佐々木収 | 佐々木収   |

## 収録アルバム
- MY LITTLE RED BOOK (#1、album version)
- Treasures of MOON CHILD 〜THE BEST OF MOON CHILD〜 (#1)
- COMPLETE BEST (#1)